# 902 Probitas
902 Probitas eller 1918 EJ är en asteroid i huvudbältet, som upptäcktes den 3 september 1918 av den österrikiske astronomen Johann Palisa. Den är uppkallad efter ordet Redlighet.
Asteroiden har en diameter på ungefär 5 kilometer.